# عملگر خودالحاقی
در ریاضیات، یک عملگر خودالحاقی ( یا یک عملگر هرمیتی) بر روی یک فضای برداری مختلط V، به همراه ضرب داخلی {\displaystyle \langle \cdot ,\cdot \rangle }، یک نگاشت خطی،A، است که با الحاقی خود برابر است {\displaystyle \langle Av,w\rangle =\langle v,Aw\rangle }